# 波蘭A和B

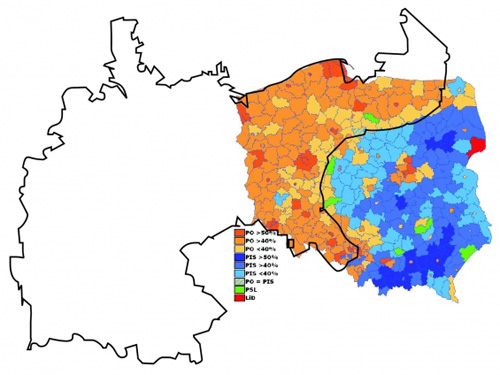
2007年波蘭議會選舉結果和前德意志帝國的地圖比較，可見前德意志帝國前东部领土地區及首都華沙的選民較偏向支持经济自由主義和自由保守主义的公民綱領，其餘地區則支持经济干预主义和民族保守主义的法律與公正黨。

波蘭行政規劃及2007年波蘭參議院選舉結果。橘色為公民綱領，深藍色為法律與公正黨。

波蘭A和B（波蘭語：Polska "A" i "B"），是波蘭按照歷史和政治傾向而被分成的兩個區域，波蘭A曾深受德意志帝國的統治，擅長工業、思想自由且發展水平高，政治光譜偏向经济自由主義和文化自由主义；波蘭B基本屬於波蘭傳統的疆域，擅長農業、觀光旅遊且在宗教上極端保守，發展水平明顯不如波蘭A；波蘭的首都華沙則位於兩者之間。

## 概要
類似美國的紅州與藍州以及大部分歐洲國家的大城市及鄉郊地區，波蘭A和波蘭B的選民在政治傾向上也有明顯不同。
- 波蘭A是指維斯瓦河以西地區，這一地區的經濟水準和發展速度都比維斯瓦河以東的波蘭B更好，領土為第一次世界大戰、第二次世界大戰後，從德国前东部领土的土地割讓後繼承而來，擁有比較多的大城市及完善[1]，經濟發展比較發達，居民有較少的歷史包袱，加上受德國文化影響，擁有文化自由主义（英语：Cultural liberalism）的傳統。
- 波蘭B則以農業為主，加上是波蘭歷史上大部份的原始領土，具根深蒂固的天主教、保守、右翼和反共產的文化傳統。
- 波蘭A及首都華沙較為偏向支持经济自由主義和自由保守主义的公民綱領，而波蘭B則支持经济干预主义、右翼民粹主义和民族保守主义的法律與公正黨。

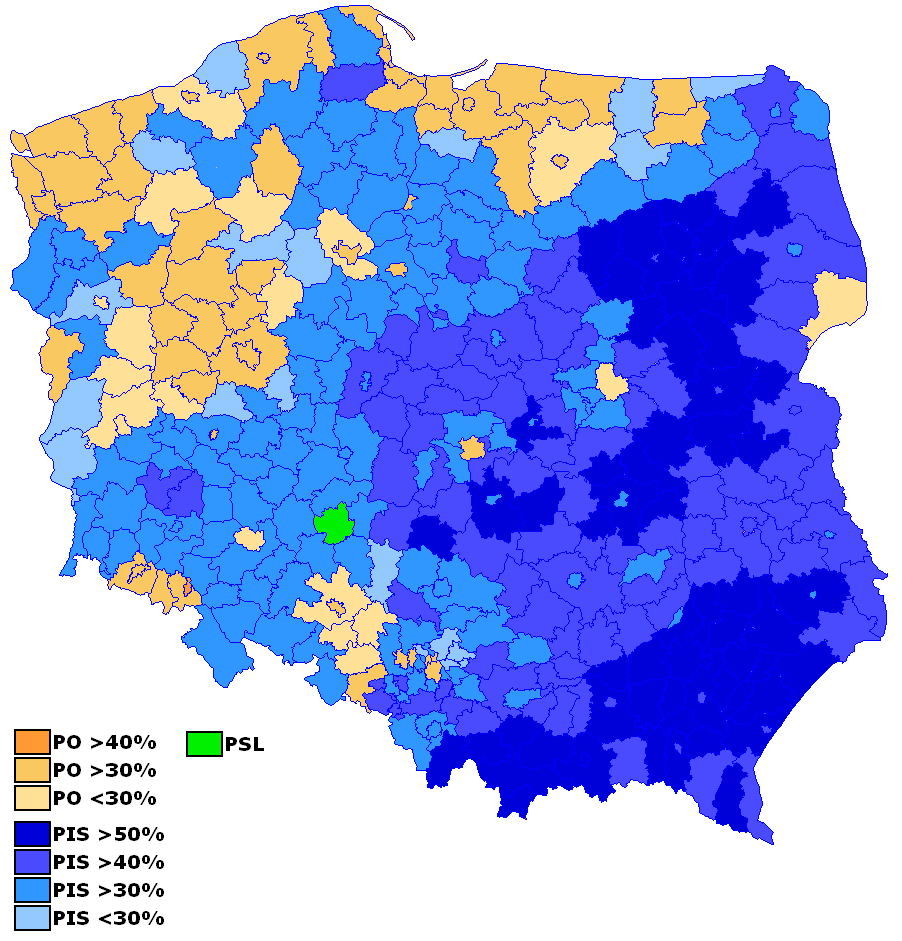
2015年波兰中央议会选举的投票傾向
2018年波兰地方议会选举的投票傾向
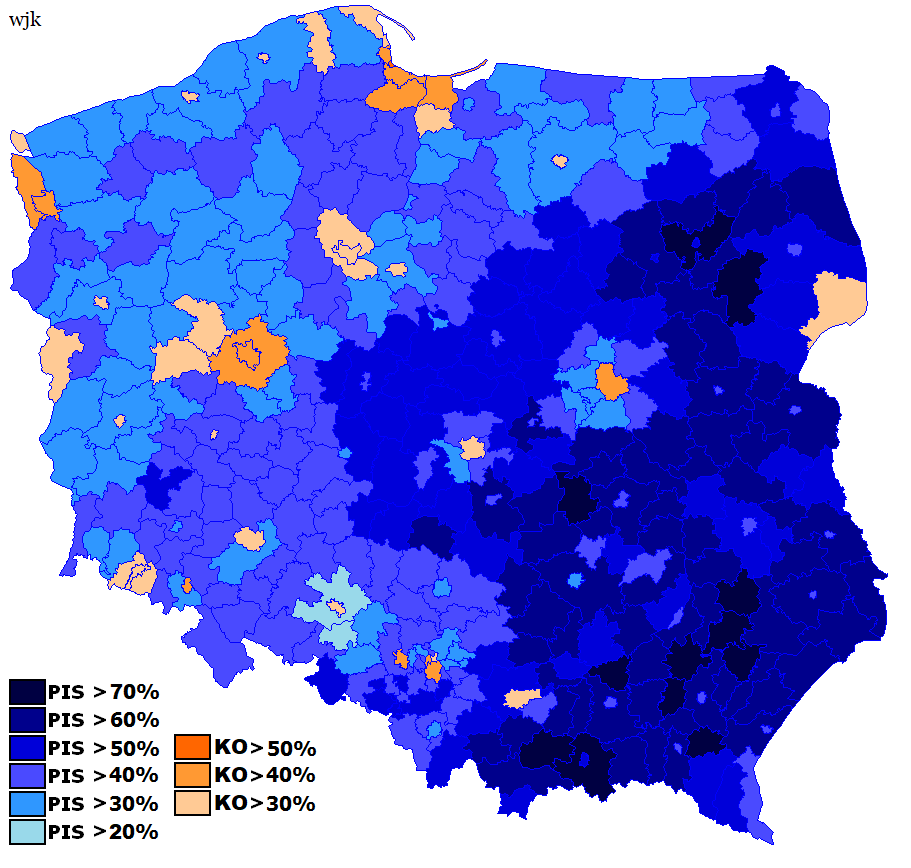
2019年波兰中央议会选举的投票傾向
2020年波兰总统选举中第一轮的投票傾向
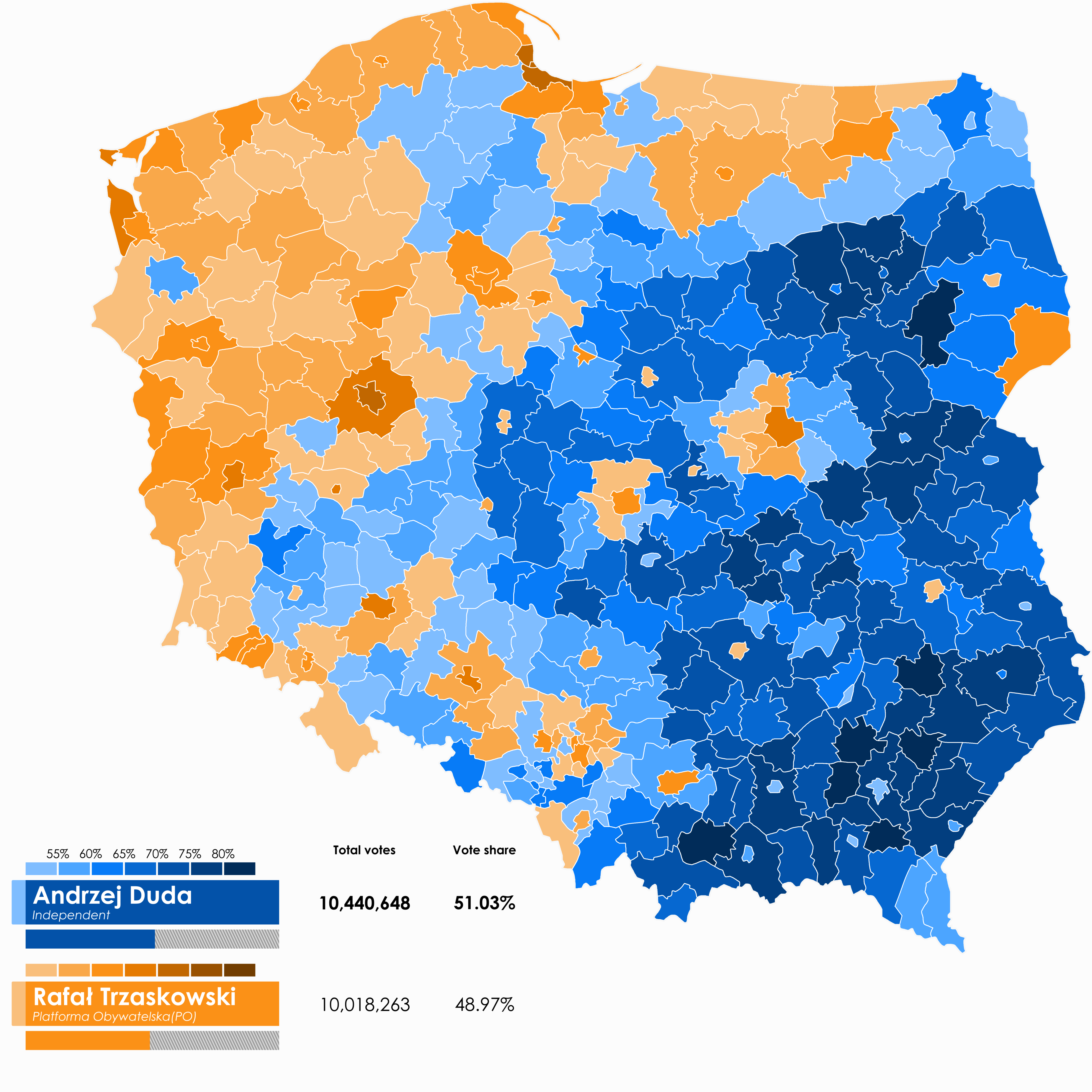
2020波兰总统选举中第二轮的投票傾向

### 引用
1. ↑  Iwona Borkowska, Polska Polsce nierówna, Raport Polska.pl 2008-06-04. Internet Archive. Retrieved December 16, 2014.